# 奇亞爾科柳山 (帕爾卡)
16°30′16″S 67°58′30″W / 16.50444°S 67.97500°W
奇亞爾科柳山（Ch'iyar Qullu），是玻利維亞的山峰，位於該國西部拉巴斯省的佩德羅多明戈穆里略省，處於阿查奇卡拉山東北面，屬於安第斯山脈的一部分，海拔高度4,688米。